# Frank Edward Brightman
Frank Edward Brightman (* 18. Juni 1856 in Bristol; † 31. März 1932 in Oxford) war anglikanischer Priester und Liturgiewissenschaftler.
Brightman studierte an der Universität Oxford, wurde 1884 zum Diakon geweiht, ab 1902 war er Prebendary (eine Art Kanonikus) der Kathedrale von Lincoln.
Ab 1884 wirkte er in Oxford, 1884–1903 als Bibliothekar von Pusey House, ab 1902 als Fellow von Magdalen College. Von 1904 bis 1932 war er Mitherausgeber des Journal of Theological Studies. 1926 wurde er zum Mitglied (Fellow) der British Academy gewählt.
Brightman war einer der führenden Liturgiehistoriker seiner Zeit. Seine Eastern Liturgies bilden ein Werk, „dem an Reichhaltigkeit kein einziges aus den letzten Jahrhunderten auf dem Gebiete der liturgischen Quellenforschung zu vergleichen ist“.
Den anglikanischen Erzbischöfen Temple von Canterbury und Maclagan von York diente er als liturgiehistorischer Berater für ihre Antwort Saepius Officio vom 19. Februar 1897 auf die Ungültigkeitserklärung der anglikanischen Weihen durch Papst Leo XIII. mit dessen Schreiben Apostolicae curae (Näheres: Briefwechsel über die Gültigkeit der anglikanischen Weihen 1896/1897).

## Werke
- Liturgies Eastern and Western, Bd. 1: Eastern Liturgies, Clarendon Press, Oxford 1896 (mehr nicht erschienen). Mehrere Nachdrucke, unter anderem 2004: ISBN 1-59333-118-5; Erstdruck im Internet
- The English Rite: being a synopsis of the sources and revisions of the Book of Common Prayer , 2 Bde. Oxford 1915
- Terms of communion and the ministration of the sacraments in early times. In:  H. B. Swete (Hg.): Essays on the early history of the church. 2. Aufl. London 1921, 313–408.
- The New Prayer Book examined. In: The Church Quarterly Review 104 (1927) 219–252.